# Pavo
Pavo – rodzaj ptaków z podrodziny bażantów (Phasianinae) w rodzinie kurowatych (Phasianidae).

## Zasięg występowania
Rodzaj obejmuje gatunki występujące w południowej i południowo-wschodniej Azji.

## Morfologia
Długość ciała samców 180–250 cm (ogon 40–47,5 cm, tren 140–160 cm), samic 90–110 cm (ogon 32,5–45 cm), rozpiętość skrzydeł 80–130 cm; masa ciała samców 3850–6000 g, samic 1060–4000 g.

## Systematyka

### Etymologia
- Pavo: łac. pavo, pavonis „paw”[6].
- Spiciferus: epitet gatunkowy Pavo spiciferus Shaw, 1804; łac. spicifer „noszący kolec”, od spica „punkt”; -fera „noszenie”, od ferre „nosić” (por. spicifer „nosić kłosy kukurydzy”)[7]. Gatunek typowy: Pavo spiciferus Shaw, 1804 (= Pavo muticus Linnaeus, 1758).

### Podział systematyczny
Do rodzaju należą następujące gatunki:
- Pavo cristatus Linnaeus, 1758 – paw indyjski
- Pavo muticus Linnaeus, 1766 – paw złoty